# Zorglub (série de bande dessinée)
Cet article concerne la série de bande dessinée. Pour le personnage de fiction, voir Zorglub.
Zorglub est une série de bande dessinée de José Luis Munuera publiée dans le journal Spirou. Série dérivée de Spirou et Fantasio, elle met en scène le savant Zorglub dans ses propres aventures.

## Synopsis
Zorglub, scientifique génial, est devenu père : sa fille s'appelle Zandra et elle a 16 ans. Il doit jongler entre ses manigances de super-vilains et ses devoirs paternels, ce qui s'avère plutôt difficile, lui qui ne manque pas de cœur, mais qui manque en revanche de sens pratique,,.

## Personnages
- Zorglub : scientifique génial et super-vilain au grand cœur, il se révèle plus attaché à sa fille qu'à tout autre chose. Malheureusement, il fait preuve tout autant d'un manque de diplomatie que d'un manque de tact dans ses relations avec elle.
- Zandra : adolescente fabriquée par Zorglub qui la couve comme sa fille, elle rêve d'indépendance, aussi voit-elle d'un mauvais œil la manière dont son père la surveille pour la protéger.
- Frédorg : majordome robot de Zorglub.
- Les zorgbots : créés par Zorglub, ces robots font office d'« hommes à tout faire » et constituent la main-d’œuvre principale du savant.

## Historique
Zorglub fut originellement créé par André Franquin et Greg en 1959 dans la bande dessinée Z comme Zorglub de la série Spirou et Fantasio.
Par la suite, l'idée de faire de Zorglub le héros de ses propres aventures a été proposée aux éditions Dupuis par José Luis Munuera. Entre 2004 et 2008, celui-ci avait déjà travaillé, en tant que dessinateur, sur 4 albums de la série principale. L'un d'eux, Aux Sources du Z, faisait déjà apparaitre le scientifique.
À l'origine, la première histoire devait paraître dans la collection Le Spirou de..., mais l'auteur a réussi à convaincre l’éditeur d'en faire une série à part, car c'était une collection dans laquelle il ne se sentait pas à l’aise. En effet, selon lui cette série était trop référencée, il ne voulait pas faire un Zorglub pour les collectionneurs ou pour les nostalgiques, mais un album destiné aux enfants en âge de lire un Spirou. Ainsi libéré du carcan d'une série déjà établie, Dupuis a pu accorder une grande liberté créatrice à l'auteur.

## Albums
- 1 La Fille du Z, Dupuis,  (ISBN 978-2-8001-7013-8), 2017
Scénario et dessin : José Luis Munuera - Couleurs : Sergio Sedyas
- 2 L'Apprenti méchant, Dupuis,  (ISBN 978-2-8001-7421-1), 2018
Scénario et dessin : José Luis Munuera - Couleurs : Sergio Sedyas
- 3 Lady Z, Dupuis,  (ISBN 979-10-34736-94-2), 2019
Scénario et dessin : José Luis Munuera - Couleurs : Sergio Sedyas